# Naeem Gheriany
Naeem Gheriany, né le 12 avril 1954 à Tripoli en Libye, est un ingénieur libyen, spécialisé dans le nucléaire. Après la révolution libyenne de 2011, il devient ministre de l'Enseignement supérieur dans le gouvernement intérimaire de Abdel Rahim Al-Kib.